# بیگ اسپرینگ (مریلند)
بیگ اسپرینگ (به انگلیسی: Big Spring) یک منطقهٔ مسکونی در ایالات متحده آمریکا است که در مریلند واقع شده است. بیگ اسپرینگ ۸۴ نفر جمعیت دارد و ۱۳۱٫۹۸ متر بالاتر از سطح دریا واقع شده است.